# Kate McNiven
Pour les articles homonymes, voir McNiven.
Kate McNiven, également appelée Kate Nevin et Kate Neving, morte en 1715, est une jeune nurse qui a servi la maison d'Inchbrakie dans la paroisse de Monzie, près de Crieff en Écosse au début des années 1700. Elle est l'une des dernières sorcières brûlées en Écosse et la dernière dans le Perthshire,.

## Biographie
Kate McNiven vivait dans le village de Monzie et était connue comme guérisseuse et prophétesse. Sa famille venait de Muthill (en) et Braco (en) à Strathearn et cela a également contribué au sentiment local contre elle en tant qu'étrangère.
En 1715, lors des chasses aux sorcières, elle a été accusée de sorcellerie et contrainte de se cacher dans une grotte à côté d'un ruisseau, le Shaggy Burn, près du village de Monzie dans le Perthshire. Cependant, après trois semaines, elle a été découverte et condamnée à mort. Elle a subi la mort par Fire and Faggot près du château de Monzie,,,. Kate Nevin a été exécutée seulement 20 ans avant l'adoption de la loi sur la sorcellerie de 1735 (en), en vertu de laquelle la peine pour la pratique de la sorcellerie a été réduite de la mort à l'emprisonnement.
Il y a un doute quant à l'authenticité de cette histoire. Il a été noté par Louisa G. Graeme en 1903 qu'aucun document authentique de la mort de Kate McNiven n'existait et que l'histoire a « provoqué une discussion et une dispute sans fin ». Le blog des archives de l'Université de Dundee note que d'autres sources ont suggéré que si Kate McNiven existait, elle aurait dû être exécutée vers 1615. John L. Wilson a daté l'exécution de 1615 et a noté que bien qu'il n'y ait aucun dossier de son exécution, la preuve écrite d'un procès de sorcellerie de 1643 fait référence à une sorcière de Monzie.

## Traces dans la géographie locale
Le nom de McNiven a été attribué à de nombreux endroits autour de Monzie : Nevin's Cave, McNieven's Craig (Crag), The Kate Nevin Ghost Tree, McNieven's Well, McNieven's Yet, the Nevin Stone.
La  Nevin Stone est une grande pierre autoportante qui marquerait l'endroit où elle a été brûlée en tant que sorcière en 1715. La pierre est à 0,5 mile d'un cercle de pierres qui a fait l'objet d'une fouille archéologique.